# Calvignasco
Calvignasco település Olaszországban, Lombardia régióban, Milánó megyében. Lakosainak száma 1211 fő (2023. január 1.). Calvignasco Bubbiano, Casorate Primo, Rosate és Vernate községekkel határos.

## Népesség
A település népességének változása:
| Lakosok száma | 1201 | 1209 | 1199 | 1211 |
|               | 2013 | 2017 | 2018 | 2023 |